# Drosophila bifurca
Drosophila bifurca — вид дрозофілових мушок з великого роду дрозофіла, поширений на південному заході США та в Мексиці. Біологія виду в природі не вивчена. Самці цього виду мають найдовші з відомих сперматозоїдів серед тварин.
Систематично належить до групи repleta підроду Drosophila.

## Життєвий цикл
За лабораторними даними відкладені самицями яйця розвиваються упродовж 3 днів, а далі з них виходить личинка. Личинка росте й розвивається 12-15 діб, швидше за вищої температури, потім заляльковується. Самиці, що вийшли з лялечки, стають статевозрілими за 7 діб при температурі 24 °C, тоді як самці за тих же умов — упродовж 17 діб, а за 21 °C — за 22 доби. Таке довге дозрівання самців пов'язують з формуванням гігантських сім'яників та гігантських сперматозоїдів.

### Статева поведінка
Сперматозоїд цього виду досягає 5,8 см у довжину, більшу частину яких складає хвіст. Цей хвіст закручений у петлі, що формують сферичний пакет діаметром 0,08 мм (80 мкм). Статеві протоки самця звужені на кінці та формують вузьку трубку, через яку може одночасно пройти лише один запакований сперматозоїд. При копуляції самець запускає сперматозоїди в статеві шляхи самиці на манер стрільби горошинами крізь трубочку. За одне парування самець вкидає 23-27 сперматозоїдів у статеві протоки самиці. Загалом у сім'яниках самця формується 75-130 сперматозоїдів.
Самці здатні паруватися з кількома самицями. Від потрапляння сперматозоїдів до тіла самиці до запліднення проходить у середньому 5 діб. Самці здатні розпізнавати самицю, що вже парувалася з іншими самцями, та виділяти при копуляції менше сперматозоїдів.